# John Nugent
El mayor general John Nugent fue un oficial del Ejército Británico que sirvió a fines del siglo XVIII y comienzos del XIX.

## Biografía
John Nugent se convirtió en insignia del regimiento n.º 13 de Infantería el 3 de julio de 1789 y en 1791 fue promovido al rango de teniente. Durante ese período sirvió en las Indias Occidentales.
El 31 de julio de 1793 obtuvo el mando de una compañía del regimiento n.º 38 de Infantería y pasó a servir en el ejército al mando del Duque de York, Federico Augusto de Hannover, en Flandes. Estuvo presente en las acciones del 18 de mayo y del 13 de junio de 1794.
De regreso en las Indias Occidentales participó de la campaña que permitió a los británicos capturar Santa Lucía (1796) y Trinidad (1797). Durante los siguientes tres años se desempeñó como ayudante de campo del mayor general Eyre Power Trench en Irlanda durante la gran rebelión iniciada en 1798.
En 1802 fue ascendido a mayor en el 38.º. Tras participar en la captura de Ciudad del Cabo, lo que le valió el 8 de febrero la promoción al grado de teniente coronel, al mando de su regimiento fue destinado al fuerte ejército que al mando de John Whitelocke efectuaría la segunda invasión inglesa al Río de la Plata. Tras participar de la captura de Maldonado y Montevideo, se encontró en el desastroso ataque contra la ciudad de Buenos Aires participando sin embargo del principal éxito británico de la jornada, la captura de la Plaza de Toros en el Retiro.
Durante el ataque del 5 de julio de 1807, a las 7 de la mañana, Nugent avanzó por la actual calle Juncal, a la que describió posteriormente como "una angosta callejuela entre cercos vivos", con el objetivo de confluir con Samuel Auchmuty sobre la Plaza de Toros.
En la esquina de la actual calle Suipacha sus fuerzas recibieron disparos de un cantón ubicado en diagonal a la Iglesia de Nuestra Señora del Socorro por lo que con rapidez rompieron la puerta de la casa a culatazos y eliminaron a los defensores. Al ver impedido su avance por un cañón ubicado en la esquina de Esmeralda, Nugent dio órdenes de tomar la casa quinta de Riglos (frente al Socorro y próxima al río) tras lo que continuó su marcha por la barranca hasta capturar el arsenal, el cuartel y la batería de Abascal. Con los mismos cañones capturados, Nugent abrió fuego sobre la Plaza de Toros.
En momentos en que Auchmuty retrocedía para reorganizarse en el Convento de las Catalinas (Viamonte y San Martín), ocupado por el regimiento n.º 5 de Infantería al mando de Humphrey Phineas Davie, las milicias que defendían la Plaza de Toros salieron en su persecución lo que aprovechó Nugent para lanzarse al ataque consiguiendo en una feroz lucha derrotarlos y forzarlos a refugiarse en la Plaza abandonando gran parte de su artillería.
Ante el cambio en la situación, Auchmuty se sumó a Nugent y juntos obligaron a la rendición de la posición del Retiro, que se hizo efectiva a las 9 de esa mañana. Sólo una pequeña fuerza de 50 hombres del Tercio de Gallegos al mando de Jacobo Adrián Varela (1758-1818) pudo abrirse paso forzando a bayoneta las líneas inglesas. El grueso, 400 hombres al mando del capitán Juan Gutiérrez de la Concha, se rindieron ante Nugent, honor que Auchmuty le cedió por su actuación decisiva en la victoria parcial.
Tras la capitulación de su ejército Nugent regresó a su patria, siendo enviado posteriormente a España donde luchó contra las fuerzas francesas en la Guerra de Independencia Española estando presente en las batallas de Buçaco (Busaco), Fuentes d'Onor, Badajoz y Salamanca.
El 1 de mayo de 1814 casó en Rathconnell, Westmeath, con France Harriet, hija única de Richard Reynell, esquire de Reynella.
El 4 de junio de ese mismo año fue ascendido al grado de coronel.
Fue nombrado compañero de la Orden del Baño y por las acciones de Buçaco, Salamanca y el sitio de Badajos. 
Falleció en abril de 1830 en París con el rango de mayor general.